# Нова Весь (гміна Нові Острови)
Нова Весь (пол. Nowa Wieś) — село в Польщі, у гміні Нові Острови Кутновського повіту Лодзинського воєводства.
У 1975-1998 роках село належало до Плоцького воєводства.